# Eugenio Donadoni
Eugenio Donadoni (Adrara San Martino, 16 novembre 1870 – Milano, 15 giugno 1924) è stato un critico letterario italiano.

## Biografia
Laureatosi in lettere all'Università di Palermo nel 1894, insegnò negli anni successivi in diversi licei italiani. Nel 1915 fu chiamato da Concetto Marchesi a ricoprire l'incarico di letteratura italiana all'Università di Messina, dove rimase fino al 1922, quando ottenne, quasi contemporaneamente, le cattedre all'Università di Catania e a Pisa.
Era padre dell'egittologo Sergio Donadoni e della pianista Miriam Donadoni

## Il pensiero critico
Considerato il trait d'union tra Benedetto Croce, la cui lezione interpretò in chiave etica e psicologica, e Attilio Momigliano, che lo definì il "giudice di poeti più ricco e più profondo" dopo Francesco De Sanctis, dedicò la sua attenzione soprattutto al mondo della poesia, con una predilezione per scrittori e poeti dai quali trasparisse "l'anima" (L'anima e la parola è il titolo di una sua diffusa antologia): Ugo Foscolo e Torquato Tasso, ai quali dedicò due importanti monografie; Dante e Manzoni, studiati in alcuni importanti saggi raccolti poi in volume. Interessanti anche le sue escursioni nel campo della storiografia religiosa, dalle quali traspare un interesse per il mondo protestante ed ereticale.

## L'opera narrativa e poetica
Poco nota, ma rilevante, la sua attività di poeta, con diversi volumetti di lirica e un poemetto in esametri (I superstiti, pubblicato a Palermo nel 1909 dall'editore Reber, con prefazione di Arturo Graf) e di narratore, con alcune interessanti novelle uscite su giornali e riviste, e prose di più ampia mole (Il sudario: pagine di passione e di dubbio, Milano, Puccini, 1914). 

## Opere principali
- Versi, Roma, G.Maffeis, 1892
- Di uno sconosciuto poema eretico della seconda metà del Cinquecento di autore lucchese, Napoli, Giannini e Figli, 1900
- Claudio Claudiano – La guerra gotica, Palermo, A. Reber, 1905
- Ugo Foscolo pensatore critico poeta, Palermo, R. Sandron, 1901
- Romilde, Rocca San Casciano, L. Cappelli, 1912
- Antonio Fogazzaro, Napoli, F. Perrella, 1913 (poi, Bari, Laterza, 1939)
- Scritti e discorsi letterari, Firenze, Sansoni, 1921
- Torquato Tasso, 2 voll., Firenze, Battistelli, 1921 (poi Firenze, La Nuova Italia, 1963).
- Breve storia della letteratura italiana, Milano, Signorelli, 1923-1925
- Studi danteschi e manzoniani, Firenze, La Nuova Italia, 1963